# Велоспорт на Универсиадах
Соревнования по велоспорту проводились на летних Универсиадах дважды, в 1983 и 2011 годах.

## Призёры соревнований

### Мужчины

#### Шоссе

##### Групповая гонка
| Год  | Золото                           | Серебро                    | Бронза                            |
| ---- | -------------------------------- | -------------------------- | --------------------------------- |
| 1983 | Италия · Sergio Scremin          | СССР · Павел Мужицкий      | Республика Корея · Shin Dea Cheul |
| 2011 | Швейцария · Бернхард Оберхольцер | Швейцария · Патрик Шеллинг | Япония · Гэнки Ямамото            |

##### Командная гонка
| Год  | Золото                                                                      | Серебро                                                                                   | Бронза                                                                        |
| ---- | --------------------------------------------------------------------------- | ----------------------------------------------------------------------------------------- | ----------------------------------------------------------------------------- |
| 1983 | СССР · Юрий Каширин · Сергей Наволокин · Сергей Воронин · Евгений Корольков | Нидерланды · Henk Boeve · Maarten Ducrot · Willem Jennen · Tanke Kolkhuis                 | Италия · Ennio Minello · Roberto Paoletti · Fabio Sciamanna · Sergio Scremin  |
| 2011 | Россия · Сергей Шилов · Валерий Кайков · Артур Ершов · Максим Козырев       | Германия · Кристоф Пфингстен · Grischa Janorschke · Mathias Belka · Daniel Westmattelmann | Республика Корея · Jang Chan-Jae · Jang Sun-Jae · Park Sung-Baek · Im Jaeyeon |

#### Трек

##### Спринт
| Год  | Золото                  | Серебро                   | Бронза                  |
| ---- | ----------------------- | ------------------------- | ----------------------- |
| 1983 | СССР · Алексей Доценко  | СССР · Эмзар Гелашвили    | Куба · Almenares Triana |
| 2011 | Россия · Денис Дмитриев | Россия · Павел Якушевский | Китай · Чжан Мяо        |

##### Гит 1 км
| Год  | Золото                    | Серебро                  | Бронза                         |
| ---- | ------------------------- | ------------------------ | ------------------------------ |
| 1983 | СССР · Александр Панфилов | Италия · Stefano Baudino | СССР · Andris Zelch-Lotchmelis |

##### Индивидуальная гонка преследования
| Год  | Золото                   | Серебро               | Бронза                        |
| ---- | ------------------------ | --------------------- | ----------------------------- |
| 1983 | СССР · Александр Краснов | СССР · Виктор Манаков | Канада · Alex Stieda          |
| 2011 | Россия · Сергей Шилов    | Россия · Артур Ершов  | Республика Корея · Чан Сонджэ |

##### Гонка по очкам
| Год  | Золото                | Серебро                          | Бронза                        |
| ---- | --------------------- | -------------------------------- | ----------------------------- |
| 1983 | СССР · Виктор Манаков | Румыния · Gheorghe Lautara       | Франция · Robert Spezzatti    |
| 2011 | Россия · Артур Ершов  | Швейцария · Бернхард Оберхольцер | Республика Корея · Чхве Сынъу |

##### Кейрин
| Год  | Золото           | Серебро                   | Бронза                   |
| ---- | ---------------- | ------------------------- | ------------------------ |
| 2011 | Китай · Чжан Мяо | Россия · Павел Якушевский | Франция · Флориан Верней |

#### Маунтинбайк

##### Кросс-кантри
| Год  | Золото                 | Серебро                     | Бронза               |
| ---- | ---------------------- | --------------------------- | -------------------- |
| 2011 | Россия · Павел Прядеин | Швейцария · Сильвео Буессер | Чехия · Худечек Юрий |

#### BMX

##### BMX-гонки
| Год  | Золото                    | Серебро               | Бронза                     |
| ---- | ------------------------- | --------------------- | -------------------------- |
| 2011 | Россия · Евгений Клещенко | Россия · Кирилл Яшкин | Литва · Таутвидас Бикиниус |

### Женщины

#### Шоссе

##### Групповая гонка
| Год  | Золото                       | Серебро                       | Бронза                 |
| ---- | ---------------------------- | ----------------------------- | ---------------------- |
| 1983 | СССР · Надежда Кибардина     | СССР · Тамара Полякова        | Франция · Жанни Лонго  |
| 2011 | Республика Корея · Ку Сонгын | Республика Корея · Сон Хиджон | Бельгия · Анне Арнаутс |

##### Индивидуальная гонка
| Год  | Золото                 | Серебро                   | Бронза                   |
| ---- | ---------------------- | ------------------------- | ------------------------ |
| 1983 | СССР · Тамара Полякова | СССР · Любовь Слепокурова | СССР · Надежда Кибардина |

##### Командная гонка
| Год  | Золото                                                          | Серебро                                                  | Бронза                                                       |
| ---- | --------------------------------------------------------------- | -------------------------------------------------------- | ------------------------------------------------------------ |
| 2011 | Литва · Eglė Zablockytė · Aušrinė Trebaitė · Aleksandra Sošenko | Республика Корея · Son Hee-Jung · Yu Seonha · Lee Aejung | Германия · Lina Kristin Schink · Romy Kasper · Jana Schemmer |

#### Трек

##### Спринт
| Год  | Золото               | Серебро                     | Бронза                   |
| ---- | -------------------- | --------------------------- | ------------------------ |
| 1983 | СССР · Эрика Салумяэ | Франция · Isabelle Nicoloso | Китай · Yang Guiling     |
| 2011 | Китай · Го Шуан      | Россия · Виктория Баранова  | Франция · Вирджиния Кафф |

##### Гит на 1 км
| Год  | Золото               | Серебро                     | Бронза                   |
| ---- | -------------------- | --------------------------- | ------------------------ |
| 1983 | СССР · Эрика Салумяэ | Франция · Isabelle Nicoloso | СССР · Надежда Кибардина |

##### Гит на 500 м
| Год  | Золото               | Серебро                 | Бронза                     |
| ---- | -------------------- | ----------------------- | -------------------------- |
| 2011 | Китай · Гун Цзиньцзе | Украина · Любовь Шулика | Россия · Виктория Баранова |

##### Индивидуальная гонка преследования
| Год  | Золото                   | Серебро                    | Бронза                   |
| ---- | ------------------------ | -------------------------- | ------------------------ |
| 1983 | СССР · Надежда Кибардина | Франция · Жанни Лонго      | СССР · Тамара Полякова   |
| 2011 | Литва · Вилия Серекайте  | Украина · Леся Калитовская | Украина · Светлана Галюк |

##### Гонка по очкам
| Год  | Золото                      | Серебро                    | Бронза                     |
| ---- | --------------------------- | -------------------------- | -------------------------- |
| 1983 | Франция · Isabelle Nicoloso | СССР · Эрика Салумяэ       | СССР · Екатерина Старикова |
| 2011 | Украина · Леся Калитовская  | Россия · Анастасия Чулкова | Япония · Минами Увано      |

#### Маунтинбайк

##### Кросс-кантри
| Год  | Золото                    | Серебро                | Бронза                  |
| ---- | ------------------------- | ---------------------- | ----------------------- |
| 2011 | Россия · Ксения Кириллова | Эстония · Маарис Майер | Швейцария · Милания Гей |

#### BMX

##### BMX-гонки
| Год  | Золото                 | Серебро                      | Бронза                      |
| ---- | ---------------------- | ---------------------------- | --------------------------- |
| 2011 | Литва · Вилма Римшайте | Россия · Марина Бесхмельнова | Россия · Маргарита Ломакова |

## Медальный зачёт
суммарно медали для страны во всех видах соревнований
| Место           | Страна           | Золото | Серебро | Бронза | Всего |
| --------------- | ---------------- | ------ | ------- | ------ | ----- |
| 1               | СССР             | 10     | 6       | 5      | 21    |
| 2               | Россия           | 7      | 7       | 2      | 16    |
| 3               | Китай            | 3      | 0       | 2      | 5     |
| 4               | Литва            | 3      | 0       | 1      | 4     |
| 5               | Франция          | 1      | 3       | 4      | 8     |
| 6               | Швейцария        | 1      | 3       | 1      | 5     |
| 7               | Республика Корея | 1      | 2       | 4      | 7     |
| 8               | Украина          | 1      | 2       | 1      | 4     |
| 9               | Италия           | 1      | 1       | 1      | 3     |
| 10              | Германия         | 0      | 1       | 1      | 2     |
| 11              | Нидерланды       | 0      | 1       | 0      | 1     |
| 11              | Румыния          | 0      | 1       | 0      | 1     |
| 11              | Эстония          | 0      | 1       | 0      | 1     |
| 14              | Япония           | 0      | 0       | 2      | 2     |
| 15              | Бельгия          | 0      | 0       | 1      | 1     |
| 15              | Канада           | 0      | 0       | 1      | 1     |
| 15              | Куба             | 0      | 0       | 1      | 1     |
| 15              | Чехия            | 0      | 0       | 1      | 1     |
| Всего стран: 18 | Всего стран: 18  | 28     | 28      | 28     | 84    |